# Icoane românești

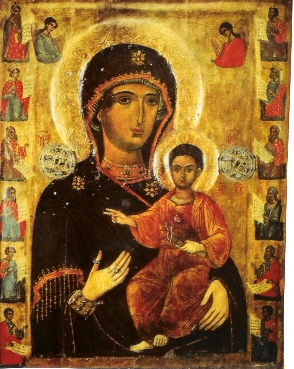
Maria Fecioara cu pruncul Iisus - Mănăstirea Văratec, pictură pe lemn, Secolul XVI

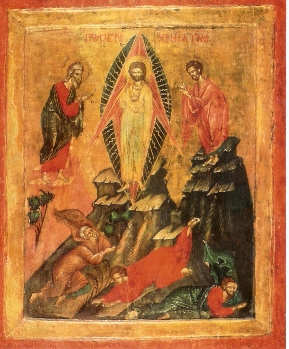
Schimbarea la față - Muzeul de Artă, București, pictură pe lemn, Secolul XVII

Cele mai vechi icoane, care s-au inspirat din sursa egipteană, au fost realizate în Orientul Apropiat. O altă grupă cuprinde icoanele bizantine propriu zise, care decurg din tradiția picturii elenistice, cu centrul la Constantinopol, de unde s-au răspândit într-o etapă ulterioară de-a lungul lumii balcanice și al Europei răsăritene, influențând creația artistică în Serbia, Bulgaria, Țările Române și Rusia. Icoanele școalei din insula Creta, pictate în Grecia sau în Veneția, mai ales după căderea Bizanțului în puterea imperiului Otoman, sunt un produs de sinteză între arta bizantină și cea apuseană a Renașterii italiene. 
În acest cadru, icoanele românești au unele trăsături proprii, cu note originale, mai ales cele realizate în Moldova și Transilvania. Din punct de vedere tehnic, majoritatea icoanelor românești sunt executate pe lemn. În trecutul artistic și spiritual al Țărilor Române, ca de altfel în toată Europa răsăriteană, icoanele au jucat un rol important, ca obiecte de cult în biserici și mănăstiri, unde compuneau ansamblul denumit iconostas, care desparte absida principală de naos. 
În Moldova pot fi admirate iconostasele de la mănăstirile Voroneț, Humor și Moldovița, bogate în sculpturi în lemn și aurite, în Muntenia și Oltenia predomină stilul brâncovenesc cu adevărate dantelării în lemn, ca la mănăstirile Govora și Horezu sau la biserica Sfântul Spiridon din București. 
Din păcate multe din icoane s-au pierdut prin incendii sau prădăciuni, în cursul incursiunilor străine care au tulburat istoria Țărilor Române.
Considerate în ansamblul lor, icoanele ocupă un loc important în arta română veche, în primul rând datorită capacității lor de interpretare și a modalităților de realizare a unor vechi teme religioase și istorice. În același timp ele reprezintă documente prețioase pentru reconstituirea mediului artistic din acele epoci, cele mai multe derivând direct din pictura murală. Icoanele sunt caracterizate prin concepția monumentală, printr-o eleganță căutată, în care planurile sunt reduse la un număr restrâns, desenele sunt concepute sintetic pentru delimitarea formei.
Cele mai prețioase și mai vechi icoane din Muntenia și Oltenia se găsesc în prezent la Muzeul de Artă din București. Ele provin din Biserica episcopală din Curtea de Argeș, din fundația Craiovescu din Bistrița, județul Vâlcea și de la Mănăstirea Govora. În Moldova, mănăstirile |, Văratec, Moldovița, Humor, Pângărați, Mănăstirea Văleni etc. oferă o gamă bogată de icoane provenind mai ales din secolul al XVI-lea și având o mare semnificație istorică pentru trecutul cultural al acestei provincii. Bisericile de lemn din Transilvania, în special cele din Maramureș, adăpostesc icoane de mare valoare artistică (bisericile din Hărnicești, Agârbci, Mânăstireni-Bica etc.).

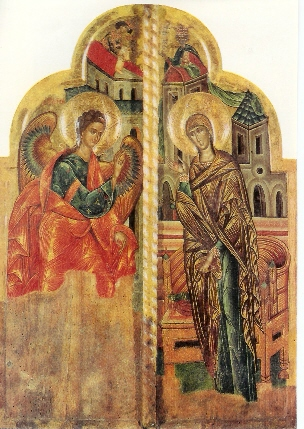
Buna Vestire - Iconostasul Bisericii din Cârligi, pictură pe lemn, Secolul XVI

În Transilvania a existat tradiția de a picta icoane pe sticlă.